# Сиротенко Сергій Васильович
Сергі́й Васи́льович Сироте́нко (24 грудня 1977 — 1 листопада 2017) — підполковник (посмертно) Національної гвардії України, учасник російсько-української війни.

## Життєпис
Народився 1977 року в селі Вільховець (Звенигородський район, Черкаська область); 1995-го закінчив 11 класів місцевої загальноосвітньої школи, 1999-го — окремий факультет внутрішніх військ Національної академії Прикордонних військ України ім. Богдана Хмельницького. До 2004 року проходив військову службу на посадах офіцерського складу — у частинах внутрішніх військ МВС України; останнє місце служби — черкаський окремий батальйон Північного територіального командування ВВ МВС України. Надалі жив і працював у Черкасах.
Травнем 2014 року добровільно вступив на службу у військовому резерві НГУ, у званні старшого лейтенанта резерву обійняв посаду заступника командира роти з виховної роботи. З червня 2014-го виконував службово-бойові завдання у зоні проведення бойових дій, брав участь у боях біля Артемівська, Попасної, Іловайська, Дебальцевого, Широкиного. 16 лютого 2015-го переоформлений — як призваний на військову службу за мобілізацією, з 23 червня проходив військову службу за контрактом — на посадах командира роти та заступника командира батальйону; майор, заступник командира БСП «Донбас». 18 липня 2015 року за його ініціативою у Широкиному захоплено ворожу БМП-2 та кілька схованок із набоями.
1 листопада 2017 року в полуденну пору під час виконання бойового завдання на окупованій території в районі Мар'їнки внаслідок підриву на міні зазнав ушкоджень, несумісних з життям. Ще один військовослужбовець зазнав осколкового поранення — старший солдат Курбатов Станіслав Вікторович.
4 листопада 2017-го похований у Черкасах.
Без Сергія лишились мама, брат, дружина та троє дітей.

## Нагороди та вшанування
- указом Президента України № 12/2018 від 22 січня 2018 року «за особисту мужність і самовіддані дії, виявлені у захисті державного суверенітету та територіальної цілісності України, зразкового виконання військового обов'язку» — нагороджений Богдана Хмельницького III ступеня (посмертно)[1]
- нагороджений відомчою заохочувальною відзнакою МВС України «Вогнепальна зброя»
- Почесний громадянин міста Черкаси (посмертно, рішення сесії від 18 жовтня 2018 року).